# Pathocerus wagneri
Pathocerus wagneri é uma espécie de coleóptero da tribo Mysteriini (Anoplodermatinae). Com distribuição na Argentina, Bolívia e Paraguai.